# Кристална пещера
Кристалната пещера (на испански: Cueva de los Cristales) е пещера, свързана с минния комплекс „Наика“ и е разположена на дълбочина 300 m под мексиканския град Наика. Пещерата е уникална с наличието на гигантски кристали от селенит, структурна разновидност на гипса. Тук се намират едни от най-големите кристали, известни на учените. В пещерата са открити повече от 140 кристала. Най-големият от тях е кристалът наречен „Син“ с размери 11,4 m. дължина, 4 m. ширина и 55 t. маса.
Температурата в пещерата достига 58 °C при влажност 90 – 100%. Тези фактори силно затрудняват изследването ѝ. Вътре се допускат малко хора. Човешкият организъм не може да поддържа терморегулацията си, тъй като заради високата влажност потта не може да се изпарява и да го охлажда. За влизане в пещерата пещерняците трябва да използват специално оборудване, което да ги предпази от хипертермия и инфаркт. Даже и с него престоят в пещерата обичайно не превишава 20 минути.
За момента пещерата е защитена от грабителите и вредното въздействие на вентилационната система в мината посредством тежка стоманена врата. Тъй като гипсът е много мек (има твърдост 2 по скалата на Моос), той лесно се драска и поврежда с инструменти, обувки, дори нокти.
Кухината е разделена на няколко зали, като всяка носи име на оприличените в нея интересни карстови формирования. Те са „Окото на кралицата“, „Пещерата на свещите“, „Пещерата на мечовете“ и други.

## Формиране на кристалите
Пещерата в Найка се намира на древен разлом. В далечното минало магмата нагрява подземните води до много висока температура, те се насищат с минерални вещества, в това число и голямо количество калциев сулфат. Преди около половин милион години, температурата спада до 58 °C и създава подходящи условия за образуването на кристали селенит. Пещерата постепенно се запълва с горещ разтвор на минерали в продължение на няколко стотици хиляди години. В течение на времето температурата на разтвора остава постоянна в диапазона 54 – 58 °C, като предоставя единственото възможно условие за нарастване на кристалите селенит (с участие на безводната форма на калциевия сулфат – анхидрид). Най-малката скорост на растеж на кристалите е 1,4 ± 0,2 х 10 – 5 nm/sec при температура от 55 °С. Процесът по създаването и нарастването на кристалите спира през 1985 година, когато миньорите в Найка несъзнателно източват водите в мината с помпи и така прекъсват натрупването на калциев сулфат. Нарастването на кристалите може да започне отново, веднага щом водата се завърне.

## История и настояще
През 1910 година миньори откриват пещера под мината „Найка“. По-късно тази пещера е наречена „Пещерата на мечовете“. Тя е разположена на дълбочина 120 m, над „Кристалната пещера“, и е запълнена с красиви светли и прозрачни кристали, приблизително дълги около метър. Предполага се, че на тази дълбочина, температурата е паднала значително по-рано и процесът по нарастване на кристалите е спрял.
„Кристалната пещера“ е открита през 2000 година от братята миньори Хуан и Педро Санчез, които проучвали нов тунел в минния комплекс на компанията „Индустриас Пеньолес“ (исп. Industrias Peñoles).
В минния комплекс „Найка“ има съществени залежи на сребро, цинк и олово.
Пещерата е кухина с форма на подкова и се намира във варовиков масив. Огромните кристали пресичат пространството на пещерата във всички посоки. От пещерата постоянно се изпомпва вода. Когато помпите спрат, водата отново ще залее пещерата. Кристалите деградират на въздуха, затова изследователите от „Проекта Найка“ се стремят да документират този геоложки обект.
През 2009 година при сондаж на вентилационна шахта за минния комплекс, е открита нова зала на пещерата, наречена „Ледения дворец“. Тя се намира на дълбочина 150 m и не е запълнена с вода. Кристалните формации са значително по-малки, с тънки нишковидни израстъци.

## Бъдеще
Кристалите представляват интерес и за биолозите, тъй като в техните микроскопични кухини, пълни с вода, може да има древни микроорганизми. В предаване на телевизионния канал Discovery през февруари 2011 година се споменава възможното съществуване и на други пещери, но тяхното изследване изисква разрушаването на кристалите. Изтъква се, че в крайна сметка пещерата ще бъде върната в първоначалното си наводнено състояние, за да бъдат запазени кристалите и процесът на формирането и нарастването им да продължи.